# Rosenbach (Oberlausitz)
Rosenbach település Németországban, azon belül Szászország tartományban. Lakosainak száma 1534 fő (2023. december 31.).

## Népesség
A település népességének változása:
| Lakosok száma | 1580 | 1566 | 1535 | 1533 | 1534 |
|               | 2017 | 2019 | 2021 | 2022 | 2023 |